# Гросгартманнсдорф
Гросгартманнсдорф (нім. Großhartmannsdorf) — громада в Німеччині, розташована в землі Саксонія. Входить до складу району Середня Саксонія.
Площа — 32,23 км2. Населення становить 2465 ос. (станом на 31 грудня 2020).